# Соляний промисел Порт-Гедленд
Соляний промисел Порт-Гедленд – виробничий майданчик на північному заході Австралії. 
Початок облаштування промислу припав на 1966 рік, а в 1969-му звідси відвантажили першу партію продукції. Джерелом солі є морська вода, яку за допомогою насосів закачують до розташованої за три десятки кілометрів на схід від Порт-Гедленду системи ставків випаровування площею 78 км2, яку створили на прибережних болотах за допомогою дамб.  Під час руху води по системі її солоність зростає, після чого ропа по каналу завдовжки 21 кілометр потрапляє до розташованого західніше проміжного ставка насичення, звідки переходить до ставків кристалізації площею 11,3 км2 (загальна площа всіх ставків промислу становить 90,9 км2). Зібрана та підготована товарна сіль транспортується вантажівками до розташованого за 8 кілометрів порту Порт-Гедленд (відомий передусім своїми залізорудними терміналами). 
Станом на початок 1990-х потужність промислу становила 2,25 млн тонн на рік, а в подальшому була доведена до 3,2 млн тонн. Фактичні поставки  в 2007 – 2012 роках коливались від 2,4 до 3,2 млн тонн (і лише в 2010-му цйе показник виявився значно меншим – 1,2 млн тонн). 
Проект реалізувала компанія Leslie Salt, яка в 1989-му стала Cargill Salt. У 2001-му промисел перейшов до Dampier Salt (також володіла соляними промислами Дампір та Мак-Леод), власниками якої є австралійський гірничодобувний гігант Rio Tinto (68,4%) та японські Marubeni (21,5%) і Sojitz (10,1%).